# Léiomyome utérin
 Mise en garde médicale

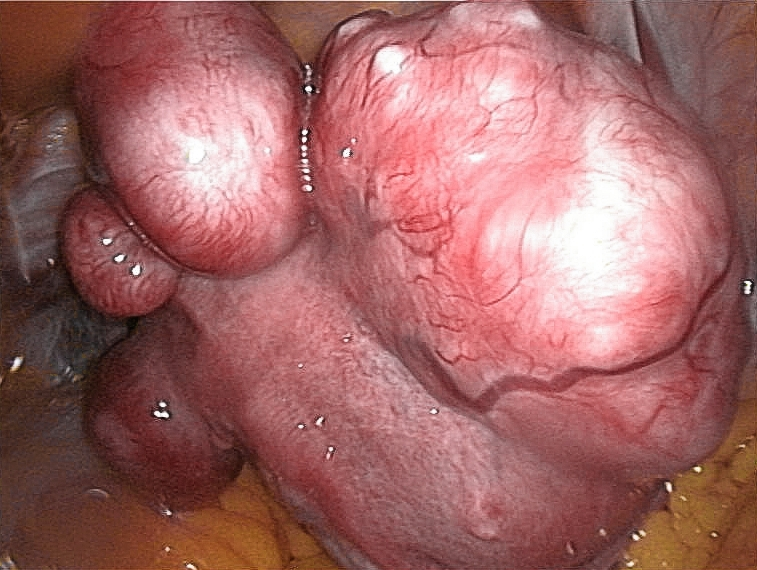
Léiomyomes utérins.

Un léiomyome utérin  (également nommé de façon impropre fibrome ou fibromyome utérin) est un myome (tumeur bénigne de tissu musculaire œstrogénodépendante) touchant l'utérus. C'est une maladie bénigne caractérisée par l'apparition de tumeurs mésenchymateuses hormonosensibles dans le muscle lisse utérin.
Ces tumeurs ne constituent donc pas un cancer. La dégénérescence maligne (cancer appelé léiomyosarcome) est extrêmement rare et ne concerne que de 0,1 à 0,5 % des myomes.

## Anatomopathologie
Le léiomyome utérin est souvent enrobé dans une pseudo-capsule qui le sépare du myomètre à la suite d'une densification du tissu conjonctif.
Il semble que chaque léiomyome ait une origine unicellulaire propre (il est monoclonal), ce qui explique que différents myomes puissent — dans un même utérus — évoluer différemment.
On distingue 3 sortes de myomes : les myomes intramuqueux, intramuraux/transmuraux et sous-séreux. Il y a également une gradation en 3 types : le type I est un myome qui déborde de moins de 50 % dans la cavité utérine, le type II est un myome qui déborde de plus de 50 % dans la cavité utérine et le type III est un utérus polymyomateux.
Une nouvelle définition clinique FIGO pour les myomes a été apportée depuis 2011.

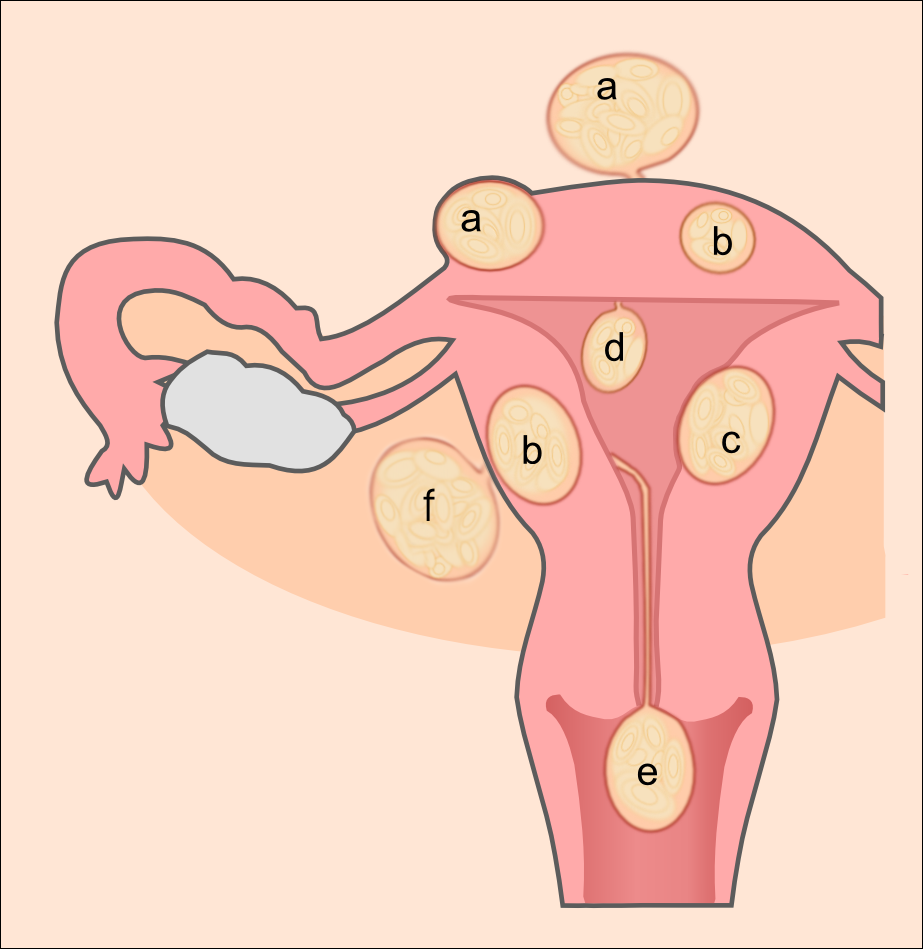
Schéma de différents types de léiomyomes utérins.

| type         | FIGO | définition clinique                    |
| ------------ | ---- | -------------------------------------- |
| sous-muqueux | 0    | intracavitaire pédonculé               |
|              | 1    | sous-muqueux intramural <50 %          |
|              | 2    | sous-muqueux intramural >50 %          |
| intramuraux  | 3    | intramural en contact avec l'endomètre |
|              | 4    | intramural                             |
| sous-séreux  | 5    | sous-séreux intramural >50 %           |
|              | 6    | sous-séreux intramural <50 %           |
|              | 7    | sous-séreux pédonculé                  |
| autres       | 8    | cervicaux, parasitiques...             |

## Causes
L'origine même des léiomyomes (leur initiation à partir d'une première cellule dont le programme diverge) est mal comprise, mais on sait que ces myomes sont liés à un excès d'œstrogènes (effet mitotique, c'est-à-dire favorisant la division cellulaire), lequel peut être associé à un défaut de progestérone ou à un antagoniste de la progestérone. Des réarrangements anormaux de gènes sont fréquents sur plusieurs chromosomes des cellules de léiomyomes.
L'environnement utérin est souvent hyperestrogénique ; on y trouve des taux plus élevés d’estradiol (E2), d’estrone et leurs sulfates). Une hyperplasie de l'endomètre est fréquente près d'un myome sous-muqueux et les récepteurs à E2 (RcE2) sont plus nombreux dans les myomes que dans le myomètre normal.
Le rôle de la progestérone semble plus complexe. Cette hormone semble tantôt doper la croissance du myome, tantôt la ralentir.
- Des cultures cellulaire de léiomyome exposées à de la progestérone sont stimulées[3] et l’activité mitotique des myomes est accrue en phase lutéale[4]
- Le poids d'un myome augmente quand il est exposé à une dose importante de progestatif[5] alors que sa croissance diminue à la suite de l'exposition du myome à des analogues de l'hormone de libération des gonadotrophines hypophysaires (GnRH).
- Les récepteurs de la progestérone (RcP) sont également plus nombreux dans le myome où l'on détecte d'ailleurs une surexpression de l’ARN messager (ARNm) de la progestérone[6].
- L’ARNm pour l’EGF est également surexprimé en phase lutéale[7].
- Un progestatif (« add-back therapy ») peut même stopper la croissance du myome. Un agent antiprogestérone (ex : 25 mg/J de la pilule RU 486 ou 5 mg/jour de la pilule EllaOne) en réduit le volume[8].

Des facteurs hormonaux de croissances semblent aussi impliqués :
- L'EGF (Epidermal growth factor, qui in vitro stimule la production d’ADN par les cellules myomateuses[9]) et le PGDF (platelet-derived growth factor[10]) et l'IGF-1 ; ces trois hormones sont anormalement actives et présentes dans les léiomyomes[11],[12]. L'hormone de croissance semble également impliquée.
- Dans au moins 10 % des cas, un facteur prédisposant familial est noté (probable origine génétique) mais on n'a pas encore pu trouver de marqueur génétique spécifique.
- Dans les autres cas des causes environnementales ou microbiennes seraient possibles (distilbène ? perturbateurs endocriniens ?...)
- Dans tous les cas, un double facteur hormonal (paracrine et autocrine) semble en jeu.
- La question de l'éventuelle influence d'un agent mutagène (endogène et/ou exogène) peut être posée, car dans les léiomyomes, comme dans d'autres tumeurs mésenchymateuses, d'importantes mutations génétiques somatiques, c'est-à-dire non léguées par les parents sont observées, surtout sur les chromosomes 1, 6, 7, 12, 13, 14 et 19)[13],[14].

## Facteurs de risque
Plusieurs facteurs ont été épidémiologiquement mis en évidence, qui semblent confirmer une origine estrogéno-dépendante ou impliquant un ou plusieurs perturbateurs endocriniens ; ce sont :
- Âge (en particulier 30-45 ans, stade dit pré-ménopause)
- Facteur ethnique (couleur peau noire)
- Obésité[15]
- Nulliparité
- Menstruations précoces[16]
- Utilisation de DIU cuivre
- Éducation élevée.[réf. nécessaire]

Il existe également un facteur génétique.
Curieusement, le tabagisme semble avoir un certain effet protecteur face à ce risque, et peut-être l'exercice physique, la pilule, le DIU lévonorgestrel (encore à démontrer).

## Prévalence
Une étude systématique sur un large échantillonnage a estimé que, à l'âge de 45 ans, 70 % des femmes blanches et >80 % des femmes noires ont des myomes utérins.
En général (60 à 70 %), les myomes sont asymptomatiques et ne justifient donc pas une prise en charge thérapeutique.
Les femmes d'origine africaine à la peau de couleur noire sont prédisposées à développer plus jeunes des myomes plus volumineux, plus nombreux, plus souvent symptomatiques que les femmes de type asiatique, caucasien ou hispanique.

## Signes
Il peut être totalement asymptomatique (silencieux) et découvert uniquement lors d'un examen systématique. Les symptômes sont variables et dépendent surtout du type de tumeurs. De manière générale, la symptomatologie évoquée est la suivante :
- Ménorragies : ces symptômes sont surtout présents avec les myomes sous-muqueux, particulièrement lorsque la cavité utérine atteint 9 à 10 semaines d'aménorrhée. Il s'agit d'une augmentation en quantité et en durée des menstruations. Les ménorragies sont dues à une vascularisation (circulation sanguine) abondante de la tumeur. Ce sang contient des caillots. Ces pertes de sang obligent la patiente à se lever la nuit et le nombre de protection hygiénique en est fortement augmenté ;
- Anémie : il s'agit d'une conséquence directe des ménorragies et de métrorragies. L'hémoglobinémie (normalement à 12-14 g/dL chez la femme) tombe alors fréquemment jusqu'à 7-8 g/dl.
- Symptômes de compression : surtout pour les myomes sous-séreux. Il s'agit d'une gêne ou douleur pelvienne, de pollakiurie et de constipation. Ces symptômes apparaissent lorsque le myome atteint une taille importante ;
- Infertilité : le myome agit comme un corps étranger et entrave l'implantation du blastocyste. Différentes raisons peuvent expliquer ce phénomène, entre autres, une augmentation des contractions utérines, un effet IUD-like, une congestion veineuse, une altération de la vascularisation myométriale et un endomètre de moins bonne qualité. La présence de myome ne semble cependant pouvoir expliquer une hypofertilité que dans environ 3 % des cas[20]. Il semble qu'il s'agisse plutôt d'un encombrement mécanique (présence de myome intracavitaire ou déformation de la cavité par de volumineux myomes intramuraux)
- Fatigue : surtout après les règles, en raison des ménorragies, de la quantité de sang et d'hémoglobine perdue et de l'anémie ;
- Cas particuliers : douleur aiguë et brutale (dans le cas d'une torsion d'un myome surtout sous séreux).

## Évolution et complications
La taille d'un myome croit avec le temps, avec un gain en volume d'environ 35 % par an, ce gain étant d'autant plus important que le volume initial est réduit.
La nécrobiose du centre de la tumeur est une complication commune dans les myomes volumineux (plus de 10 cm de diamètre).
L'hémorragie est également possible.
La torsion d'un myome pédiculé intracavitaire est également possible et parfois accompagnée d'un accouchement de ce myome. Cette complication est dramatique et constitue une urgence, une hémorragie massive étant alors à craindre.

## Diagnostic

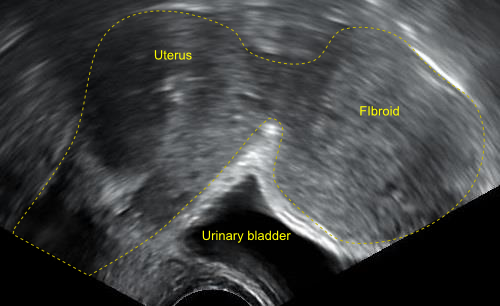
Échographie transvaginale.

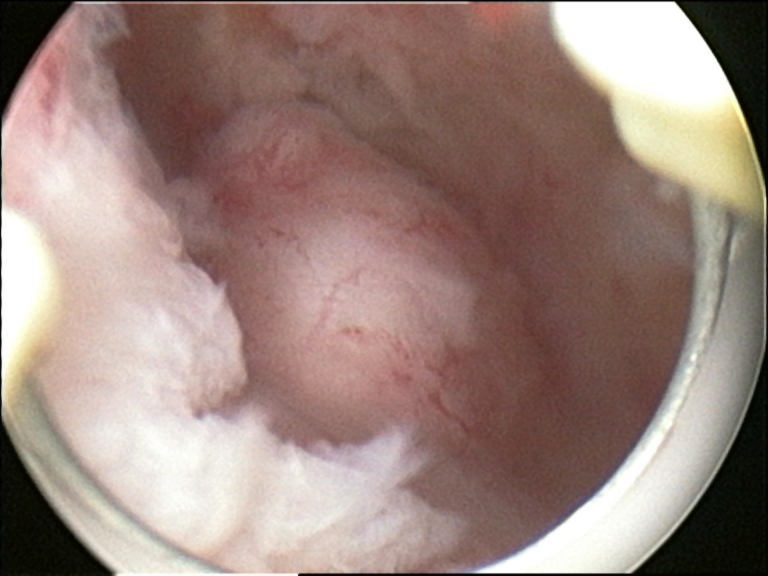
Léiomyome utérin en hystéroscopie.

Le diagnostic repose essentiellement sur l'anamnèse de la patiente, sur l'examen clinique et les examens complémentaires.
À l'examen clinique, on pourra palper un utérus qui a augmenté en taille même si un utérus de taille normale n'exclut en aucun cas un myome. Il est également difficile de mesurer ou de compter précisément les myomes lorsque ceux-ci sont proches ou lobulés.
À l'échographie pelvienne, pouvant être complétée par une échographie endovaginale, on pourra observer dans le myomètre des zones échographiquement différentes. Il s'agit de l'examen de première intention.
L'échosonographie, durant laquelle le médecin effectue une injection de liquide physiologique dans la cavité utérine, permet de voir de manière plus précise les myomes qui font protrusion dans la cavité.
À l'hystérosalpingographie, qui est un examen douloureux mais nécessaire, on peut voir que les myomes font protrusion dans la cavité utérine. Cet examen est fait dans le cadre d'un bilan d'infertilité.
Enfin, l'hystéroscopie permet de voir par une sonde dotée d'une caméra des protrusions blanchâtres de la cavité utérine. Dans ce cas, il sera possible de voir les myomes intracavitaires, sous-muqueux et intramuraux de type I et II, mais il ne sera pas possible de voir les myomes sous-séreux.
L'IRM ainsi que le scanner permettent également de visualiser les myomes.

## Traitement
La prise en charge est conseillée si le myome devient gênant pour une raison ou pour une autre : infertilité, saignements abondants causant de l'anémie, douleurs pelviennes ou abdominales, pesanteur...

### Traitements chirurgicaux
L'approche chirurgicale a longtemps été la seule option mais depuis l'apparition des traitements pré-chirurgicaux à base d'acétate d'ulipristal, la prise en charge chirurgicale est modifiée, et généralement simplifiée car le volume et le nombre des myomes est réduit, les pertes de sang moins abondantes et le temps d'opération plus court.

#### Hystérectomie et myomectomie
Les myomes utérins sont de la première cause d'hystérectomie (ablation chirurgicale de l'utérus) aux États-Unis avec près de 300 000 interventions annuelles de ce type pour un coût dépassant les 2 milliards de dollars. L'hystérectomie peut être totale (résection du col de l'utérus) ou partielle (seulement le corps de l'utérus). L'hystérectomie peut se pratiquer par laparotomie ou par laparoscopie.
La résection sélective par myomectomie est proposée pour les patientes qui désirent une grossesse. Des variantes telles que la myomectomie laser, la myomectomie assistée par un robot ou la myomectomie 'in bag' se développent actuellement.
Néanmoins, seule l'hystérectomie est un traitement définitif, car la myomectomie ne peut pas garantir qu'un autre myome apparaîtra plus tard dans l'utérus.

#### Embolisation artérielle
Une alternative à l'hystérectomie, pratiquée en radiologie interventionnelle consiste à occlure une artère utérine dont dépend le myome afin de réduire ou éliminer ce dernier. Le praticien utilise un micro-cathéter inséré par l'artère fémorale sous anesthésie locale. Guidé par imagerie médicale (angiographie, IRM), il va placer le micro-cathéter et injecter des petites particules de l'ordre de 500 µm à l'endroit sélectionné afin de stopper l'afflux sanguin vers le myome provoquant sa résorption ou élimination par infarctus utérin. Cette technique a été développée à partir de 1997 avec de bons résultats sur les symptômes. Les résultats sont comparables avec ceux de l'hystérectomie, même si, parfois, plusieurs procédures d'embolisation sont nécessaires ou bien il est plus souvent nécessaire de compléter le geste par une chirurgie par la suite, cependant la patiente se rétablit généralement de la procédure en un ou quelques jours. Cette technique semble malgré tout donner de moins bons résultats sur les gros myomes. Une étude multicentrique de 2008 sur plus de 1 100 cas suivis a montré que l'embolisation du myome utérin entraînerait moins de complications que l'hystérectomie (odds ratio 0,48). En ne considérant que les complications sévères, ce ratio se réduit à 0,25 signifiant que le traitement par embolisation occasionnerait beaucoup moins d'effets indésirables sévères que l'hystérectomie pour un taux de satisfaction similaire. Cependant ces résultats ne sont pas confirmés par une méta-analyse qui trouve des effets secondaires graves en quantité similaire et des effets secondaires bénins en quantité plus importante en cas d'embolisation.
Une grossesse ultérieure est possible après embolisation mais le risque de complication est majoré ; de plus l'embolisation ne prévient pas l'émergence d'autres fibromes utérins.

### Traitement médicamenteux
Les myomes grandissent pendant les pics de progestérone et diminuent généralement à la ménopause. La réduction du risque de myome chez les femmes prenant la pilule est discutée. Puisque la croissance des myomes est dépendante des hormones stéroïdes (progestérone et œstrogènes), des approches médicamenteuses ont été développées pour bloquer ces hormones dans les fibromes.

#### Agonistes de la gonadolibérine
Les agonistes de la GnRH (tels que le lévonorgestrel) bloquent la production des hormones stéroïdes (ménopause). Ceci permet de réduire le volume des myomes utérins. Mais l'effet sur les myomes est temporaires et de nombreux effets secondaires liés à la ménopause induite limitent cet usage sur le long terme.

#### Acétate d'ulipristal
Un modulateur sélectif des récepteurs de la progestérone (SPRM), l'acétate d'ulipristal (Ella (US) EllaOne (EU), Esmya), a été indiqué de 2012 à 2020 pour la prise en charge des myomes utérins, mais son autorisation de mise sur le marché a été suspendue en Europe en raison de la survenue d'hépatites,. En effet, il induit rapidement l'arrêt des saignements, diminue le volume des myomes — jusqu'à parfois ne plus nécessiter un traitement chirurgical — et améliore la qualité de vie des patientes,. Le traitement des myomes d'une durée de 3 mois est généralement bien toléré et les données cliniques confirment qu'il peut-être prolongé sur une plus longue période afin de réduire d'autant plus le volume des myomes. À l'inverse des agonistes de la GnRH, la réduction du volume est durable, même après une grossesse. L'acétate d'ulipristal induit spécifiquement la régression des myomes, en induisant d'une part la mort des cellules tumorales et d'autre part la réduction de la fibrose dans ces tumeurs,.

#### Autres médicaments
De nombreux autres médicaments ciblant la vitamine D, à base de thé vert ou d'autres approches sont en cours d'étude mais aucun traitement basé sur ces molécules n'est encore démontré d'efficacité satisfaisante.